# Die Knickerbocker-Bande: Das sprechende Grab
Die Knickerbocker-Bande: Das sprechende Grab ist ein Kinderfilm aus dem Jahr 1994, der nach der gleichnamigen Kinderbuchreihe Die Knickerbocker-Bande des österreichischen Autors Thomas Brezina entstanden ist.

## Inhalt
Die vier Freunde Lilo, Axel, Poppi und Dominik sind die Knickerbocker-Bande, die nicht nur in ihrem Heimatland Österreich, sondern bereits auf der ganzen Welt Abenteuer bestanden hat.
In Wien möchte das jüngste Bandenmitglied, die 10-jährige Poppi, ihren Mut beweisen, indem sie nachts den Wiener Zentralfriedhof überquert. Dabei entdeckt sie eine in einen schwarzen Mantel gehüllte Gestalt, die zum Grab des Magiers Rudolfo Conté geht. Dort spricht das Grab zu dem Geheimnisvollen – allerdings stört ihn Poppi und so muss er fliehen.
In den kommenden Tagen probt der Jungschauspieler Dominik ein neues Musical und verliebt sich in die Hauptdarstellerin Melissa, auf die ein Attentat verübt wird.
Die vier Freunde finden sich in einem spannenden neuen Detektivabenteuer wieder.
Wenige Tage später steht die dank den vier Freunden gerettete Melissa vor dem Bandenhauptquartier und klärt diese auf, dass sie die Gestalt im Friedhof sei. Ein anonymer Brief hatte sie gebeten, an ihrem 18. Geburtstag zum Friedhof zu kommen. Rudolfo Conté sei ihr verstorbener Vater.
Außerdem taucht die in den USA lebende Schauspielerin Annie Kramer, Melissas Mutter, in Wien auf. Auch sie hat einen Brief erhalten, wonach sie zum Friedhof kommen muss.

## Hintergrund
Der in Wien und Umgebung gedrehte Film war der erste Versuch, der populären Kinderbuchreihe eine filmische Umsetzung zu geben.
Obwohl nur „Axel“-Darsteller Mathias Rothammer aus Österreich kam – die übrigen drei wurden in Großbritannien gecastet – waren sowohl die Locations als auch die international gut besetzte Darstellerriege für Österreichs Tourismus ein Gewinn.

## Spin-off
1995/1996 produzierte der ORF die 14-teilige TV-Serie Die Knickerbocker-Bande.

## Soundtrack als CD
Die Filmmusik mit dem Titelsong Freunde für immer und dem Raplied Riesenlied – Giant Song aus dem Film erschien als CD. Außerdem gibt es noch ein Buch zum Film, das der Neue Breitschopf-Verlag 1995 herausgab (ISBN 3-7004-3545-2).